# Виланд, Юхан
Ю́хан Ви́ланд (швед. Johan Wiland; 24 января 1981, Бурос, Швеция) — шведский футболист, вратарь, играл за сборную Швеции.

## Карьера

### Клубная
С 1997 года играл в молодёжной команде клуба «Эльфсборг» из своего родного города. В основном составе дебютировал 13 апреля 2000 года в матче Кубка Швеции против «Сундсвалля», к концу сезона стал основным вратарём. В сезонах 2003, 2004, 2006, 2008 сыграл во всех матчах «Эльфсборга» в чемпионате. Вместе с этим клубом Юхан Виланд выигрывал чемпионат Швеции, Суперкубок Швеции и дважды Кубок Швеции. В сезоне-2008 стал лучшим вратарём Аллсвенскан по статистике Шведского футбольного союза.
28 июля 2008 года «Эльфсборг» договорился с «Копенгагеном» о переходе Виланда в датский клуб. Сумма трансфера составила 8 млн. датских крон, контракт был рассчитан на 5 лет. Сезон-2008 вратарь завершил в Швеции, а к своему новому клубу присоединился в январе 2009 года. Первый официальный матч в составе «Копенгагена» провёл 16 апреля 2009 года в Кубке Дании против клуба «Норрвест». Был вторым вратарём команды, в конце августа 2009 года основной вратарь Йеспер Кристиансен получил травму, и Виланд заменил его. В Лиге чемпионов 2010/11 Виланд помог «Копенгагену» дойти до 1/8 финала, пропустив 7 голов в восьми матчах. 14 июля 2011 года Роланд Нильссон назначил Виланда вице-капитаном «Копенгагена». В сезоне 2011/12 Виланд отыграл все 33 матча «Копенгагена» в Суперлиге.

### В сборной
Выступал за молодёжную (до 21 года) сборную Швеции. Дебютировал в молодёжной сборной 27 февраля 2001 года в товарищеском матче с командой Мальты. Участвовал в молодёжном чемпионате Европы 2004, конкурировал за место в воротах с Йоном Альвбоге, оба провели на турнире по 2 матча. В национальной сборной Швеции дебютировал 18 января 2007 года в товарищеском матче с командой Эквадора. Участник чемпионата Европы 2008 года. После Евро-2008 регулярно вызывался в сборную. После того, как 18 апреля 2010 года второй вратарь сборной Эдди Густафссон получил тяжёлую травму, Виланд стал постоянным вторым вратарём сборной, после Андреаса Исакссона. 3 сентября 2010 года в первом тайме первого отборочного матча к чемпионату Европы 2012 против Венгрии Исакссон получил травму, поэтому Виланд отыграл второй тайм этого матча и следующий отборочный матч (против Сан-Марино, 7 сентября 2010 года). В этих отборочных матчах Виланду почти не пришлось вступать в игру. 8 февраля 2011 года в матче товарищеского турнира «Cyprus Cup» со сборной Кипра Виланд был капитаном сборной.
| Матчи за национальную сборную | Матчи за национальную сборную | Матчи за национальную сборную                        | Матчи за национальную сборную | Матчи за национальную сборную | Матчи за национальную сборную |
| №                             | Дата                          | Тип матча                                            | Соперник                      | Счёт                          | Примечания                    |
| ----------------------------- | ----------------------------- | ---------------------------------------------------- | ----------------------------- | ----------------------------- | ----------------------------- |
| 1                             | 18 января 2007                | товарищеский матч                                    | Эквадор                       | 1:2 (0:2)                     | вышел на 46'                  |
| 2                             | 21 января 2007                | товарищеский матч                                    | Эквадор                       | 1:1 (0:0)                     | вышел на 46'                  |
| 3                             | 13 января 2008                | товарищеский матч                                    | Коста-Рика                    | 1:0 (0:0)                     | 90 минут                      |
| 4                             | 3 сентября 2010               | Чемпионат Европы по футболу 2012 (отборочный турнир) | Венгрия                       | 2:0 (0:0)                     | вышел на 46'                  |
| 5                             | 7 сентября 2010               | Чемпионат Европы по футболу 2012 (отборочный турнир) | Сан-Марино                    | 6:0 (3:0)                     | 90 минут                      |
| 6                             | 8 февраля 2011                | товарищеский матч                                    | Кипр                          | 2:0 (2:0)                     | 90 минут                      |
| 7                             | 11 ноября 2011                | товарищеский матч                                    | Дания                         | 0:2 (0:1)                     | 90 минут                      |
| 8                             | 5 июня 2012                   | товарищеский матч                                    | Сербия                        | 2:1 (1:1)                     | вышел на 71'                  |

## Достижения
- Чемпион Швеции: 2006
- Чемпион Дании: 2009/10, 2010/11, 2012/13
- Обладатель Кубка Швеции: 2001, 2003
- Обладатель Суперкубка Швеции: 2007